# Tribute (musikalbum av Keith Jarrett)
Tribute från 1990 är ett livealbum med Keith Jarretts ”Standards Trio”. Det spelades in i oktober 1989 under en konsert på Philharmonie  Köln.

## Låtlista
1. Lover Man [tillägnad Lee Konitz] (Jimmy Davis/Ram Ramirez/James Sherman) – 13:14
2. I Hear a Rhapsody [tillägnad Jim Hall] (Jack Baker/George Fragos/Dick Gasparre) – 11:19
3. Little Girl Blue [tillägnad Nancy Wilson] (Richard Rodgers/Lorenz Hart) – 6:05
4. Solar [tillägnad Bill Evans] (Miles Davis) – 9:32
5. Sun Prayer (Keith Jarrett) – 14:15
6. Just in Time [tillägnad Charlie Parker] (Jule Styne/Betty Comden/Adolph Green) – 10:07
7. Smoke Gets in Your Eyes [tillägnad Coleman Hawkins] (Jerome Kern/Otto Harbach) – 8:26
8. All of You [tillägnad Miles Davis] (Cole Porter) – 8:08
9. Ballad of the Sad Young Men [tillägnad Anita O'Day] (Tommy Wolf/Fran Landesman) – 7:02
10. All the Things You Are [tillägnad Sonny Rollins] (Jerome Kern/Oscar Hammerstein) – 8:57
11. It's Easy to Remember [tillägnad John Coltrane]  (Richard Rodgers/Lorenz Hart) – 7:08
12. U Dance (Keith Jarrett) – 10:46

## Medverkande
- Keith Jarrett – piano
- Gary Peacock – bas
- Jack DeJohnette – trummor